# یانفو
یانفو (به لاتین: Yunfu) یک شهر مرکزی در جمهوری خلق چین است که در گوانگ‌دونگ واقع شده‌است.

## خصوصیات
یانفو ۷٬۸۱۳٫۴ کیلومترمربع مساحت و ۵۸۷٬۷۸۱ نفر جمعیت دارد و ۱۳۳ متر بالاتر از سطح دریا واقع شده‌است.